# 竹腰正武
竹腰 正武（たけのこし まさたけ）は、尾張藩の御附家老、美濃今尾領の第5代領主。石川章長の四男。
尾張藩附家老の竹腰家とは別家の竹腰正辰家の養子となり正辰家を相続していたが、本家の正映が宝永6年（1709年）1月18日に死去したため、同年3月22日に跡を継いだ。
宝永7年（1710年）3月、将軍・家宣に初めて拝謁、12月に従五位下・山城守に叙任、元文4年（1739年）4月に藩主・宗勝に従って尾張に帰藩、延享2年（1745年）には将軍代替わりに宗勝の名代として江戸に上った。
宝暦9年（1759年）12月8日に死去。
正武の長男・正方は家督相続前の元文5年（1740年）に29歳で死去、寛保元年（1741年）に養子として正喜（植村家包の弟）を迎えたが宝暦3年（1753年）に34歳で病没、結局尾張藩主・徳川宗勝の五男・勝起が養子となって竹腰家の家督を継いだ。

## 人物
4代・徳川吉通、5代・徳川五郎太、6代・徳川継友、7代・徳川宗春、8代・徳川宗勝時代の尾張藩御附家老。性質度量は温恭で、身のこなしはよく練れており、大変気配りのできた人物であったという。
五郎太が死去した翌日に、叔父である松平通顕（徳川継友）が藩主になった祝の宴席を設けたことに対し通顕の守役を叱責しており、大義を重んじる人であった。政務に疎い継友に代わり、幕府の法令を順守する政策を執っている。継友の弟である松平通春（徳川宗春）が尾張藩第7代藩主となると、宗春の政策をよく支え、尾張藩の繁栄をよく導いた。
しかし、幕府からの圧力と朝廷の動きの板挟みに合い、元文3年（1738年）宗春が参勤交代で江戸に下ると、突如と宗春代の法令の取り消しと、名古屋と岐阜町内および各村へ多額の課税をし、藩内を騒然とさせて宗春を追い込む。宗春が隠居した際に、美濃高須藩第3代藩主・松平義淳（尾張藩第8代藩主・徳川宗勝）を奉じ、尾張藩の危機を救った。
宗春に関しては、隠居謹慎とはいえ名古屋城三之丸の3千坪の御屋敷を提供し、後は7万5千坪御下屋敷に住んでもらうなど心配りをした。宗春の一人娘・頼姫を九条家に嫁がせようとしたり（婚約相手が急死し近衛家に嫁ぐ）、宗春の愛妾である阿薫の方を正妻のように遇したり、宗春への心配りも散見される。
宗春隠居後は、尾張藩の体制を第6代藩主・徳川継友時代の質素倹約緊縮財政に戻して幕府に準じさせた。
実兄の石河正章は、尾張藩家老。実弟の石河政朝は、旗本に養子に行き、江戸町奉行や大目付・江戸城西之丸留守居などを歴任した。
正武の墓石のある正武寺に住した娘の正子は、有栖川宮職仁親王に和歌を学び、朝廷と深く繋がっていた。
墓所は岐阜県関市志津野の正武寺。

## 系譜
父母
- 石川章長（実父）
- 竹腰正映（養父）

子女
- 竹腰正芳
- 亀姫
- 石河忠喜室
- 渡辺綱保室
- 竹越正子 ー 竹腰正喜室

養子
- 竹腰正喜 ー 植村政広の子
- 竹腰勝起 ー 徳川宗勝の五男